# Cyperus croceus
Cyperus croceus är en halvgräsart som beskrevs av Vahl. Cyperus croceus ingår i släktet papyrusar, och familjen halvgräs. Inga underarter finns listade i Catalogue of Life.